# La Favorita 1922
La Favorita 1922 fue una serie de televisión española de drama romántico de época creada por Ramón Campos, Gema R. Neira, Curro Serrano y Paula Fernández para Telecinco. Está producida por Bambú Producciones y protagonizada por Verónica Sánchez, Luis Fernández, Andrea Duro, Maribel Salas, Elena Maroto, Raquel Querol, Fernando Cayo, Joel Sánchez, Javier Lago, Ángela Vega y Manuel de Andrés.
Se estrenó en Telecinco para el 17 de marzo de 2025. Tras la emisión de la primera temporada, Mediaset España decidió programar la segunda temporada de la serie sin pausas en la emisión, finalizando las emisiones de la misma el 7 de julio de ese mismo año.

## Sinopsis
En Sevilla en 1922, la marquesa Elena de Valmonte (Verónica Sánchez), una mujer culta y de posición privilegiada, pasa horas en los fogones junto al servicio volcando su energía en su gran pasión, cocinar, mientras se siente atrapada en un matrimonio infeliz con Adolfo, su autoritario marido que la menosprecia a la menor ocasión, y anhela llevar otra vida. Una noche, tras ofrecer una de sus famosas cenas en su palacete, Elena y Cecilia (Raquel Querol), su fiel doncella, se ven envueltas en un desafortunado incidente que cambiará sus vidas para siempre.
Convertidas en fugitivas, llegan a Madrid y se refugian en el local de un restaurante cerrado hace años. Tras recorrer sus fogones, Elena se plantea reabrirlo y convertirlo en uno de los mejores de la ciudad. En su empeño por lograr su sueño empresarial, contacta con Julio (Luis Fernández), el apuesto propietario del establecimiento, que le alquila el restaurante sin informarla de la letra pequeña. Decididas, Elena y Cecilia emprenden la búsqueda del equipo entre las mejores cocineras y criadas del país, escogiendo a Ana Ferrer (Andrea Duro) como jefa de sala; Lourdes Mendieta (Maribel Salas) como cocinera; y Rosa (Elena Maroto) como repostera. Por su parte, Julio incluye en el equipo como camarero a Roberto (Joel Sánchez).
Ilusionadas con la nueva oportunidad que les brinda la vida, las cinco mujeres reabren el restaurante con el nombre de ‘La Favorita Bistró’, donde entre guisos y recetas darán lo mejor de sí mismas, compartirán secretos, conocerán el amor y descubrirán que hace falta mucho más que talento y ganas para mantener el restaurante a flote. Porque quizás los problemas no han acabado, sino que no han hecho más que empezar.

## Reparto

### Reparto principal
- Verónica Sánchez como Elena de Valmonte
- Luis Fernández como Julio Moreno
- Andrea Duro como Ana Ferrer
- Maribel Salas como Lourdes Mendieta Rey
- Raquel Querol como Cecilia “Ceci” Nebreda Solís
- Elena Maroto como Rosa

#### Reparto secundario
- Javier Lago como Don Benito Moral Suárez (Episodio 1 - Episodio 5; Episodio 7 - Episodio 8)
- Manuel de Andrés como Armando (Episodio 1 - Episodio 8)
- Ángela Vega como Consuelo (Episodio 1 - Episodio 2; Episodio 4 - Episodio 5; Episodio 7 - Episodio 8)
- Julio Batalla como Manuel (Episodio 1 - Episodio 8)
- Rafa Álamos como Fermín Nebreda Solís (Episodio 1 - Episodio 2; Episodio 4; Episodio 6 - Episodio 8)
- Vicente Vergara como Pelayo (Episodio 1 - Episodio 5)
- Federico Aguado como Adolfo de Valmonte (Episodio 1)
- María Alfonsa Rosso como Sra. Peláez (Episodio 1; Episodio 3; Episodio 5)
- Pablo Álvarez como Miguel (Episodio 2 - Episodio 6; Episodio 8)
- Elia Galera como Covadonga de Penalba (Episodio 2; Episodio 6)
- Rocío Muñoz-Cobo como Amiga de Covadonga (Episodio 2; Episodio 5)
- Celia Souto como Lola (Episodio 2 - Episodio 8)
- Joel Sánchez como Roberto Betancourt (Episodio 3 - Episodio 8)
- Juanma Navas como Don Amancio (Episodio 3 - Episodio 4; Episodio 6 - Episodio 7)
- Jorge Pobes como Paco (Episodio 7)
- Jordi Coll como Félix Montenegro (Episodio 8)

##### Con la colaboración especial de
- Fernando Cayo como Don César Blanco Gómez "Marqués de Valmonte" (Episodio 1; Episodio 3; Episodio 5; Episodio 7 - Episodio 8)
- Mar Regueras como Marquesa de Buenaventura (Episodio 6)
- Iris García como Martina (episodio 16)

### Reparto principal
- Verónica Sánchez como Elena de Valmonte
- Luis Fernández como Julio Moreno
- Andrea Duro como Ana Ferrer
- Maribel Salas como Lourdes Mendieta Rey
- Raquel Querol como Cecilia “Ceci” Nebreda Solís
- Elena Maroto como Rosa

#### Reparto secundario
- Joel Sánchez como Roberto Betancourt (Episodio 9 - Episodio 14; Episodio 16)
- Javier Lago como Don Benito Moral Suárez (Episodio 9 - Episodio 13; Episodio 15)
- Manuel de Andrés como Armando (Episodio 9 - Episodio 13; Episodio 15
- Ángela Vega como Consuelo (Episodio 9; Episodio 13 - Episodio 14)
- Julio Batalla como Manuel (Episodio 9 - Episodio 14; Episodio 16)
- Rafa Álamos como Fermín Nebreda Solís (Episodio 9 - Episodio 12; Episodio 14; Episodio 16)
- Pablo Álvarez como Miguel (Episodio 9 - Episodio 14; Episodio 16)
- Celia Souto como Lola (Episodio 9 - Episodio 14)
- María Alfonsa Rosso como Sra. Peláez (Episodio 9 - Episodio 10; Episodio 13)
- Juanma Navas como Don Amancio (Episodio 9 - Episodio 13)
- Jordi Coll como Félix Montenegro (Episodio 9 - Episodio 11; Episodio 13; Episodio 16)
- Elia Galera como Covadonga de Penalba (Episodio 10)
- Jaime Zatarain como Valerio Fontecha (Episodio 10 - Episodio 11)
- Álvaro Delgado como Toño (Episodio 12 - Episodio 13)
- Julio Vélez como Matías (Episodio 12)
- Josema Pichardo como Antón (Episodio 12)

##### Con la colaboración especial de
- Fernando Cayo como Don César Blanco Gómez "Marqués de Valmonte" (Episodio 9 - Episodio 14; Episodio 16)

#### Reparto antiguo
| Actor           | Personaje          | Causa de la muerte | Responsable de la muerte                 | Capítulos | Temporadas |
| --------------- | ------------------ | ------------------ | ---------------------------------------- | --------- | ---------- |
| Federico Aguado | Adolfo de Valmonte | Golpe mortal       | Elena de Valmonte, en defensa de Cecilia | 1         | T1         |
| Vicente Vergara | Pelayo             | Acuchillamiento    |                                          | 1 - 5     | T1         |
| Josema Pichardo | Antón              | Paliza             | Armando, por orden de Don Benito         | 12        | T2         |

## Capítulos
| Temporada | Temporada | Emisiones | Estreno             | Final              | Audiencia media | Audiencia media | Audiencia media |
| Temporada | Temporada | Emisiones | Estreno             | Final              | Espectadores    | Cuota           |                 |
| --------- | --------- | --------- | ------------------- | ------------------ | --------------- | --------------- | --------------- |
|           | 1         | 8         | 17 de marzo de 2025 | 12 de mayo de 2025 | 1 021 000       | 11,5%           |                 |
|           | 2         | 8         | 19 de mayo de 2025  | 7 de julio de 2025 | 700 000         | 8,6%            |                 |

### Primera temporada (2025)
| N.º en serie | N.º en temp. | Título                           | Dirigido por            | Escrito por                                                  | Fecha de emisión original | Audiencia         |
| ------------ | ------------ | -------------------------------- | ----------------------- | ------------------------------------------------------------ | ------------------------- | ----------------- |
| 1            | 1            | «Una nueva oportunidad»          | Javier Pulido           | Ramón Campos, Gema R. Neira, Curro Serrano y Paula Fernández | 17 de marzo de 2025       | 1 560 000 (17,1%) |
| 2            | 2            | «El gran evento»                 | Javier Pulido           | Mikel Alvariño, Curro Serrano y Paula Fernández              | 24 de marzo de 2025       | 1 238 000 (13,5%) |
| 3            | 3            | «Deudas»                         | Samantha López Speranza | Mikel Alvariño, Curro Serrano y Paula Fernández              | 31 de marzo de 2025       | 1 069 000 (11,4%) |
| 4            | 4            | «La desaparición de Pelayo»      | María Togores           | Mikel Alvariño, Curro Serrano y Paula Fernández              | 7 de abril de 2025        | 910 000 (10,6%)   |
| 5            | 5            | «Las consecuencias»              | Javier Pulido           | Mikel Alvariño, Curro Serrano y Paula Fernández              | 14 de abril de 2025       | 888 000 (10,0%)   |
| 6            | 6            | «La oportunidad de Covadonga»    | Samantha López Speranza | Mikel Alvariño, Curro Serrano y Paula Fernández              | 21 de abril de 2025       | 756 000 (9,0%)    |
| 7            | 7            | «Acorralados»                    | María Togores           | Mikel Alvariño, Curro Serrano y Paula Fernández              | 5 de mayo de 2025         | 870 000 (10,1%)   |
| 8            | 8            | «Una fiesta para cambiarlo todo» | Javier Pulido           | Mikel Alvariño, Curro Serrano y Paula Fernández              | 12 de mayo de 2025        | 878 000 (10,1%)   |

### Segunda temporada (2025)
| N.º en serie | N.º en temp. | Título                   | Dirigido por  | Escrito por | Fecha de emisión original | Audiencia       |
| ------------ | ------------ | ------------------------ | ------------- | --- | ------------------------- | --------------- |
| 9            | 1            | «Entre rejas»            | María Togores | Mikel Alvariño, Curro Serrano y Paula Fernández | 19 de mayo de 2025        | 846 000 (9,7%)  |
| 10           | 2            | «La fiesta de disfraces» | Javier Pulido | Mikel Alvariño, Curro Serrano y Paula Fernández | 26 de mayo de 2025        | 813 000 (9,3%)  |
| 11           | 3            | «Un evento inesperado»   | María Togores | Mikel Alvariño, Curro Serrano y Paula Fernández | 2 de junio de 2025        | 786 000 (10,1%) |
| 12           | 4            | «Hasta pronto, Julio»    | Javier Pulido | Mikel Alvariño, Curro Serrano y Luis Gamboa | 9 de junio de 2025        | 796 000 (9,9%)  |
| 13           | 5            | «Sin rastro»             | María Togores | Mikel Alvariño, Curro Serrano y Luis Gamboa | 16 de junio de 2025       | 624 000 (8,0%)  |
| 14           | 6            | «El milagro»             | Javier Pulido | Argumento: Paula Fernández, Curro Serrano, Mikel Alvariño, Luis Gamboa, Josep Cister Rubio y Pablo Sanhermelando Guión: Mikel Alvariño, Curro Serrano, Luis Gamboa, Josep Cister y Pablo Sanhermelando | 23 de junio de 2025       | 600 000 (8,1%)  |
| 15           | 7            | «Una tormenta humana»    | María Togores | Argumento: Paula Fernández, Curro Serrano, Mikel Alvariño, Luis Gamboa, Josep Cister Rubio y Pablo Sanhermelando Guión: Josep Cister Rubio                                                             | 30 de junio de 2025       | 518 000 (6,6%)  |
| 16           | 8            | «La trampa»              | Javier Pulido | Mikel Alvariño, Curro Serrano y Luis Gamboa | 7 de julio de 2025        | 515 000 (6,9%)  |

### Especiales
| Programas emitidos | Programas emitidos | Programas emitidos  | Programas emitidos | Programas emitidos |
| N.º                | Título             | Fecha de emisión    | Audiencia          |                    |
| ------------------ | ------------------ | ------------------- | ------------------ | ------------------ |
| 1                  | La alfombra roja   | 12 de marzo de 2025 | 58 000 (0,7%)      |                    |

## Evolución de audiencias
| Temporada | Temporada | Episodio número | Episodio número | Episodio número | Episodio número | Episodio número | Episodio número | Episodio número | Episodio número |
| Temporada | Temporada | 1               | 2               | 3               | 4               | 5               | 6               | 7               | 8               |
| --------- | --------- | --------------- | --------------- | --------------- | --------------- | --------------- | --------------- | --------------- | --------------- |
|           | 1         | 1.560           | 1.238           | 1.069           | 0.910           | 0.888           | 0.756           | 0.870           | 0.878           |
|           | 2         | 0.846           | 0.813           | 0.786           | 0.796           | 0.624           | 0.600           | 0.518           | 0.515           |